# Париж (Челябінська область)
Париж — село в Нагайбацькому районі Челябінської області, адміністративний центр Паризького сільського поселення.
Більшість жителів села — нагайбаки.

## Назва
Назва села походить від столиці Франції, Парижу, подібно іншим селам Південного Уралу, які носять імена європейських міст — Лейпциг, Арсінський, Берлін, Фершампенуаз… Ці назви було дано на честь перемог російських військ в Італії, Німеччині та Франції в 1799 і 1813-1814 роках: у той час козаки-нагайбаки становили в російській армії окремий полк.

## Історія
У 1842–1843 роках при заселенні Новолінійного району була створена ділянка № 4, пізніше перейменована в Париж.

## Пам'ятки

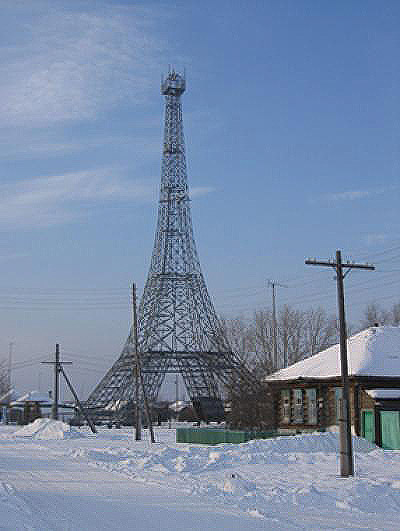
«Ейфелева вежа» в селі Париж.

24 червня 2005 року в селі Париж була урочисто відкрита щогла стільникового зв'язку, виконана у вигляді Ейфелевої вежі. Південно-Уральська «Ейфелева вежа» в шість разів менше справжньої.
Саме в цьому Парижі відбувається дія оповідання Сергія Маркова «Соняшники в Парижі», заснованого на реальних подіях часів громадянської війни.

## Джерело
- стаття[недоступне посилання з липня 2019] на Летопісі.ру
- Тепер у паріжцев є своя Ейфелева вежа. Стаття на сайті BBC
- Париж — забута станиця
- «Від Парижа до Берліна по карті Челябінської області»